# Урочище «Зіньків камінь»
Уро́чище «Зі́ньків ка́мінь» — заповідне урочище (лісове) місцевого значення в Україні. Розташоване в межах Здолбунівського району Рівненської області, на південь від села Мости. 
Площа 54 га. Статус надано згідно з рішенням Рівненської обласної ради від 27.05.2005 року, № 584 (зміни згідно з рішенням обласної ради від 25.09.2009 року, № 1331). Перебуває у віданні ДП «Острозький лісгосп» (Мостівське л-во, кв. 63). 
Статус надано з метою збереження частини лісового масиву на мальовничих пагорбах Кременецьких гір. Серед мішаного лісу є нагромадження невеликих скель, найбільша з яких називається «Зіньків камінь» — її висота понад 2 м, діаметр бл 5 м. 
Урочище «Зіньків камінь» входить до складу Дермансько-Острозького національного природного парку.

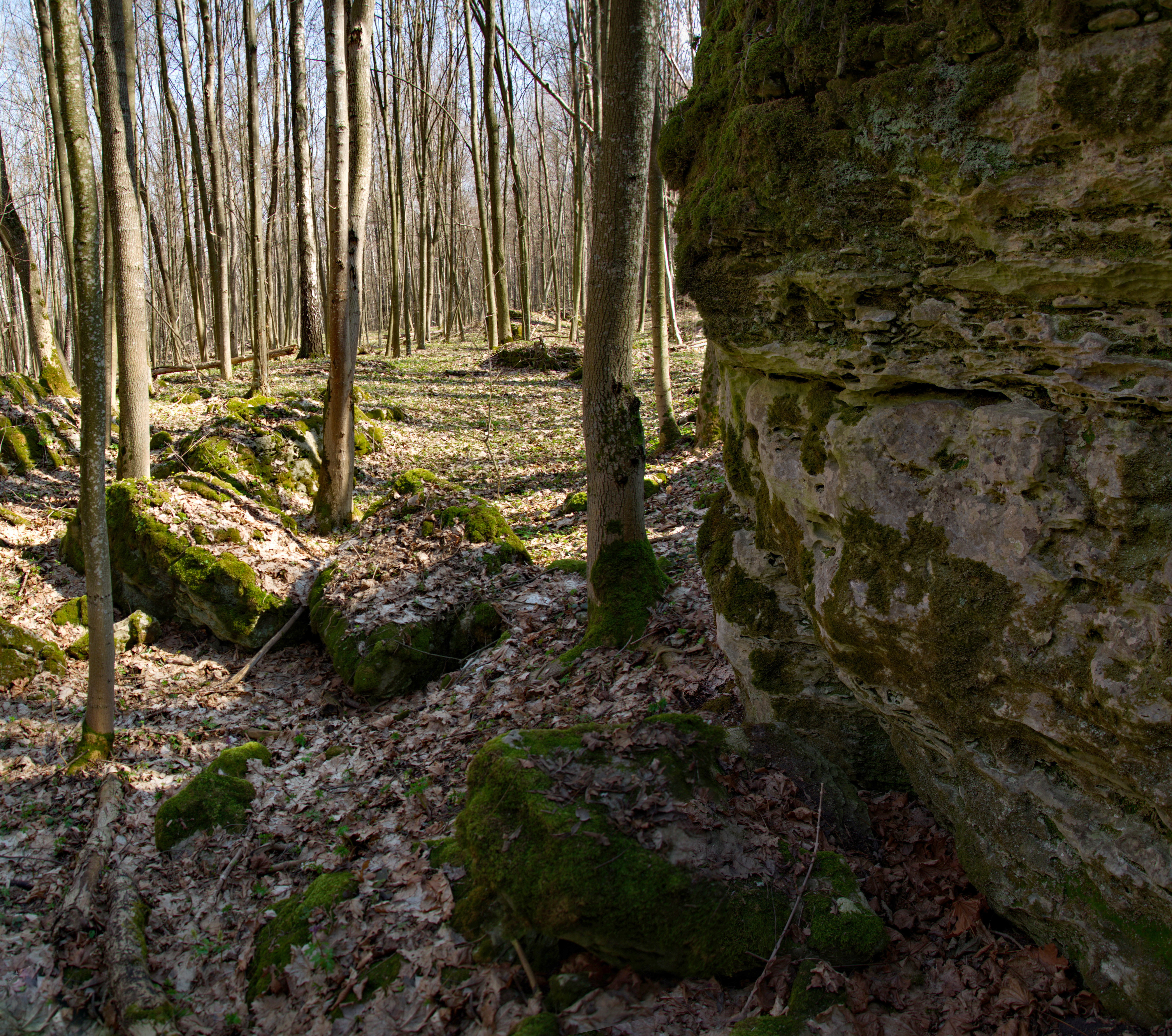